# سيسيل تشاو
سيسيل تشاو (بالصينية: 趙世曾) هو مهندس معماري وشخصية أعمال صيني، ولد في 27 سبتمبر 1936 في هونغ كونغ البريطانية في المملكة المتحدة.